# Jeho Veličenstvo vrah
Jeho Veličenstvo vrah (v anglickém originále The Conscience of the King) je třináctý díl první řady seriálu Star Trek. Premiéra epizody proběhla 8. prosince 1966.

## Příběh
Hvězdného data 2817.6 se vesmírná loď USS Enterprise, vedená kapitánem Jamesem Kirkem, oddálila z kurzu, aby ověřila objev doktora Thomase Leightona – zvláštní syntetickou potravu. Doktor Leighton, přítel kapitána Kirka, lhal, aby na planetu přilákal Enterprise, protože v jednom z herců z kočovné společnosti poznal Kodose. Anton Karidian, herec hrající Macbetha, má být podle Leightona masový vrah mající na svědomí přes 4000 lidských životů, známý jako Kodos – popravčí. Právě Kirk a Leighton jsou jedni z posledních živých lidí, kteří Kodose viděli. Podle Kirka je Kodos mrtvý, protože bylo nalezeno zuhelnatělé tělo. To ovšem nebylo nikdy řádně identifikováno.
Kirk je samozřejmě rozzloben Thomasovou lží, která jej svedla z plánovaného kurzu. Sám ale dává lodi rozkaz setrvat na orbitě planety Q. Na večírku, který pořádá Dr. Leighton, se setkává se slečnou Karidianovou, dcerou podezřelého herce. S koncem večírku však nachází svého přítele doktora Leightona z neznámé příčiny mrtvého. Kirk domlouvá, že kočovnou společnost herců on sám odveze z planety Q na Enterprise. S celým spolkem se pak vydává na kolonii Benecia. Kirk z počítače zjišťuje, že dalším přeživším z masakru Kodose je i poručík Riley. Kirk jej okamžitě nechává převelet do strojovny, což Riley bere jako suspendaci bez vysvětlení. Spock má neustálé pochybnosti o počínání kapitána Kirka. Postupně zjišťuje, že z devíti přeživších zůstali naživu už jenom kapitán Kirk a poručík Riley. Všech sedm dalších zemřelo, a to vždy v blízkosti kočovné společnosti. Navíc se Spockovi podařilo zjistit, že záznamy Antona Karidiana začínají téměř na den přesně tam, kde končí záznamy o Kodosovi.
Vrah však našel Rileyho i ve strojovně a ten po požití jedu končí na ošetřovně. Další pokus o vraždu patřil Kirkovi, když do jeho pokoje někdo dal phaser nastavený na přetížení. Riley už je schopen služby, ale kapitán jej chce nechat na ošetřovně, aby se nemohl dostat ke Karidianovi. Poručík Riley to ovšem uslyší, když McCoy diktuje záznam, sebere phaser ze zbrojnice a chce zabít Kardiana při divadelním představení pro posádku Enterprise. Kirk mu to nedovolí a posílá jej zpět na ošetřovnu. Po představení se Karidian přiznává své dceři ke své minulosti. Ta jej však zaskočí tím, že ona je ten, kdo zabil všechny možné svědky, a že má stejný plán s Kirkem a Rileym. Karidian/Kodos z toho nemá radost a je spíše smutný, že i jeho dcera má na rukou krev dalších lidí. Rozhovor vyslechne kapitán Kirk a chce přerušit hru. Lenor Karidianová sebere jedné stráži phaser a ohrožuje posádku. Při střelbě však zasáhne svého otce, kterého až s maniakální intenzitou bránila před jeho minulostí a usvědčením. Kirk Lenor za jejího šíleného smíchu odvádí.
McCoy pak informuje kapitána, že si Lenor nic nepamatuje a myslí si, že její otec žije a hraje před davy návštěvníků divadla.